# Lý Tả Xa
Lý Tả Xa (chữ Hán: 李左车), năm sinh năm mất không rõ, người Bách Nhân , mưu sĩ nước Triệu cuối đời Tần, từng khuyên tướng Hán là Hàn Tín chiêu dụ thay vì phát binh tiến đánh 2 nước Yên, Tề, kết quả thành công.

## Cuộc đời và sự nghiệp
Ông là cháu nội của Lý Mục – danh tướng nước Triệu thời Chiến Quốc. Cuối đời Tần, 6 nước tái khởi, Tả Xa giúp việc cho Triệu vương Hiết, được phong làm Quảng Vũ quân 1.
Tháng 10 năm 204 TCN, bọn tướng Hán là Hàn Tín, Trương Nhĩ đưa mấy vạn quân vượt núi Thái Hành, đông tiến đánh Triệu, lúc này đang phụ thuộc nước Sở 2. Tả Xa theo Thành An quân Trần Dư tập trung binh lực ở cửa Tỉnh Hình , chiếm giữ địa hình có lợi, chuẩn bị cùng Hàn Tín quyết chiến 3. Ông cho rằng quân Hán đi xa thiếu lương, sĩ tốt đói mệt, vả lại Tỉnh Hình đường sá chật hẹp, ngựa xe không dùng được, nghiêm thủ thì khó lòng thất bại; tự xin nắm 3 vạn quân, theo đường nhỏ cắt đứt đường vận lương của quân Hán. Trần Dư không nghe, kiên quyết đón đánh quân Hán 4.
Hàn Tín bày "trận Bối thủy" dọc theo bờ đông sông Bí, đánh cho quân Triệu đại bại 5. Tín treo thưởng ngàn vàng bắt Tả Xa. Không lâu sau, có người trói ông đưa đến trước trướng. Tín lập tức cởi trói, đãi theo lễ bậc thầy 6, hỏi phương lược bình định Yên – Tề. Tả Xa cho rằng quân Hán mỏi mệt, gặp phải quân Yên – Tề kiên cường chống trả, thắng bại khó đoán. Không bằng xếp giáp dừng binh, vỗ về dân Triệu, phái người dùng binh uy khuyên hàng, Yên – Tề có thể bình định. Hàn Tín dùng kế của ông, Yên quả nhiên không đánh mà hàng 7.
Không còn sử liệu nào khác về Tả Xa. Trong dân gian ông rất có tiếng tăm, được tôn làm Bạc thần (thần làm mưa đá). Liêu Trai chí dị - Bạc thần truyện thuật lại cố sự Tả Xa giáng mưa đá xuống huyện Chương Khâu, đầy cả khe ngòi, nhưng ruộng nương chỉ hư hại chút ít.

## Danh ngôn
- 千虑一得 (Hán Việt:Thiên lự nhất đắc. Tạm dịch: ngàn nghĩ được một). Nguyên văn: "智者千虑, 必有一失; 愚者千虑, 必有一得" (Hán Việt: trí giả thiên lự, tất hữu nhất thất; ngu giả thiên lự, tất hữu nhất đắc. Tạm dịch: kẻ khôn nghĩ ngàn việc, ắt có một việc sai; kẻ ngu nghĩ ngàn việc, ắt có một việc đúng).

## Ghi chép trong sử tịch
- Chú giải 1:  Lý Duy Trinh, sách đã dẫn: người vào lúc giao thời Tần – Sở Lý Tả Xa là cháu nội của tướng Triệu Lý Mục; cha là Bạc, làm Trung đại phu chiêm sự đời Tần. Tả Xa làm việc cho Triệu vương Hiết, được phong Quảng Vũ quân, tức là thành cũ Quảng Vũ đời nay (đời Minh).
- Chú giải 2:  Tư Mã Thiên, sách đã dẫn: Tín và Trương Nhĩ đưa mấy vạn quân, muốn đông hạ Tỉnh Hình đánh Triệu.
- Chú giải 3:  Tư Mã Thiên, sách đã dẫn: Triệu vương, Thành An quân Trần Dư nghe tin Hán sắp tập kích, tụ binh ở cửa Tỉnh Hình, phao lên có 20 vạn.
- Chú giải 4:  Tư Mã Thiên, sách đã dẫn: Quảng Vũ quân Lý Tả Xa nói với Thành An quân rằng: "Nghe nói Hán tướng Hàn Tín vượt Tây Hà, bắt Ngụy vương, tóm Hạ Duyệt, mới chém giết ở Át Dữ [3] nay lại thêm Trương Nhĩ, bàn tính đánh lấy nước Triệu; đây là thừa thắng mà rời nước đi đánh xa, khí thế không thể đương nổi. Tôi nghe nói ngàn dặm vận lương, binh lộ vẻ đói; củi – cỏ nấu ăn, quân không đủ no. Nay đường ở Tỉnh Hình, xe không thể sóng đôi, ngựa không thể dàn hàng, đi vài trăm dặm, lương thực ắt tụt lại đằng sau. Xin túc hạ cho tôi ba vạn kỳ binh, theo đường tắt chẹn đường tiếp vận; túc hạ (đào) hào sâu, (đắp) lũy cao, giữ chặt doanh trại đừng giao chiến. Kẻ kia trước đánh không được, sau lui không được, kỳ binh của tôi chẹn đằng sau, khiến họ ở ngoài cõi chẳng có chỗ nào để cướp; chưa đến mười ngày, thì đầu hai tướng sẽ nộp ở dưới cờ. Xin ngài lưu ý đến kế của tôi. (Nếu) không, ắt bị bị hai tên ấy bắt. Thành An quân, vốn là nhà nho, thường nhận rằng nghĩa binh thì không dùng lừa dối, mưu mẹo, nói: "Tôi nghe nói binh pháp gấp mười thì vây, (gấp) đôi thì đánh. Nay quân Hàn Tín phao là mấy vạn, kỳ thực không quá mấy ngàn. Vượt ngàn dặm tập kích chúng ta, cũng đã mỏi mệt lắm. Nếu như tránh né không đánh, kẻ địch về sau nhiều hơn thì làm thế nào? Như thế chư hầu cho rằng ta nhát, thì xem thường mà lấn ta." Không nghe kế của Quảng Vũ quân; kế của Quảng Vũ quân không được dùng.
- Chú giải 5:  Tư Mã Thiên, sách đã dẫn: Thế là Hàn Tín, Trương Nhĩ bỏ hết cờ trống, chạy đến đạo quân gần sông. Đạo quân gần sông rẽ ra để họ nhập vào, tiếp tục chiến đấu dữ dội. (Quân) Triệu quả nhiên bỏ lũy ra giành cờ trống của Hán, đuổi theo Hàn Tín, Trương Nhĩ. Sau khi Hàn Tín, Trương Nhĩ đã nhập vào đạo quân ở gần sông, quân đội đều liều chết chiến đấu, không thể bị đánh bại. Tín vốn cho hai ngàn kỳ binh đi trước, đợi sau khi (quân) Triệu bỏ lũy đuổi theo, thì gấp vào trong lũy Triệu, nhổ hết cờ xí của Triệu, dựng hai ngàn cờ đỏ của Hán. Quân Triệu đã không thắng, không bắt được bọn Tín, muốn quay về lũy, lũy đều là cờ đỏ của Hán, thì cả sợ, cho rằng (quân) Hán đã bắt được tướng của Triệu vương rồi, binh sĩ rối loạn bỏ chạy, tướng Triệu dẫu chém họ, không thể ngăn nổi. Thế là quân Hán giáp kích, cả phá tan quân Triệu, chém Thành An quân gần sông Bí, bắt Triệu vương là Hiết.
- Chú giải 6:  Tư Mã Thiên, sách đã dẫn: Tín bèn lệnh cho trong quân không giết Quảng Vũ quân, ai bắt sống ông ta được thưởng ngàn vàng. Thế là có người trói Quảng Vũ quân mà đưa đến dưới cờ, Tín bèn cởi trói cho ông ta, mời ngồi quay mặt về hướng đông, (Tín) ngồi quay mặt về hướng Tây, thờ làm thầy.
- Chú giải 7:  Tư Mã Thiên, sách đã dẫn: Thế là Tín hỏi Quảng Vũ quân: "Kẻ hèn muốn bắc đánh Yên, đông dẹp Tề, làm thế nào thì thành công? Quảng Vũ quân từ tạ rằng: "Tôi nghe tướng thua trận, không thể kể chuyện dũng cảm; đại phu mất nước, không thể toan mưu giữ gìn. Nay tôi là tên tù thất bại mất nước, sao có quyền bàn đến việc lớn!?" Tín nói: "Kẻ hèn nghe nói, Bách Lý Hề ở nước Ngu thì nước Ngu bị mất, ở nước Tần thì nước Tần xưng bá, không phải (Bách Lý Hề) ở Ngu thì ngu, ở Tần thì khôn, (là được) dùng hay không, (là được) nghe hay không vậy! Nếu như Thành An quân nghe theo kế của túc hạ, thì Tín đã bị bắt rồi." nhân đó cố nài rằng: "Kẻ hèn dốc lòng theo kế, xin túc hạ chớ từ chối." Quảng Vũ quân nói: "Tôi nghe kẻ khôn nghĩ ngàn việc, ắt có một việc sai; kẻ ngu nghĩ ngàn việc, ắt có một việc đúng. Nên mới nói 'lời của kẻ rồ, thánh nhân xét đến'. Chỉ e kế của tôi chưa chắc đã dùng được, xin tỏ lòng ngu trung. Ôi Thành An quân có kế bách chiến bách thắng, một sớm lại thất bại, quân bại dưới thành Khao, thân chết gần sông Bí. Nay tướng quân vượt Tây Hà, cầm tù Ngụy vương, bắt Hạ Duyệt ở Át Dữ, một trận lấy Tỉnh Hình, không đầy một buổi sáng phá 20 vạn quân Triệu, giết Thành An quân. Tiếng nổi trong nước, oai vang thiên hạ, nông phu không ai không nghỉ cấy buông cày, mặc áo đẹp, ăn món ngon, nghiêng tai để đợi mệnh. Như thế, là sở trường của tướng quân vậy. Nhưng mà sĩ nhọc tốt mỏi, kỳ thật khó dùng. Nay tướng quân muốn cất quân vất vả, đình đốn dưới thành nước Yên, muốn đánh thì sợ lâu ngày không nhổ được, tình rõ (thì) thế yếu, lâu ngày (thì) hết lương, mà nếu Yên không phục, Tề ắt giữ biên giới chống lại. Yên – Tề giằng co không hạ được, thì quyền vị của Lưu – Hạng chưa chia rõ. Như thế ấy, sở đoản của tướng quân vậy. Tôi ngu, trộm cho rằng làm thế là sai. Bởi kẻ giỏi dùng binh không lấy đoản đánh trường, mà lấy trường đánh đoản." Hàn Tín nói: "Nên làm thế nào?" Quảng Vũ quân đáp rằng: "Đương lúc này bày kế cho tướng quân, chẳng bằng xếp giáp dừng binh, vỗ về những đứa con mất cha của nước Triệu; trong vòng trăm dặm, bò rượu đến hết ngày, đem thết sĩ đại phu khao binh sĩ; đề phòng nước Yên ở mặt bắc, rồi sau đó sai biện sĩ đem thư [4], bộc lộ sở trường của hắn ở Yên, Yên ắt không dám không nghe theo. Yên đã theo, sai (sứ giả) truyền lời sang nước Tề ở phía đông, Tề ắt thuận thời mà theo; dẫu có kẻ khôn, cũng không thể bày kế cho Tề. Như thế, thì thiên hạ có thể lấy được. Việc binh vốn có phép trước hư (đánh tiếng) rồi sau thật (dùng binh) vậy." Hàn Tín nói: "Phải." (Tín) theo sách lược của ông, sai sứ đi Yên, Yên thuận thời mà hàng.